# Głotowo (Komi)
Głotowo (ros. Глотово) – wieś (sieło) w Rosji, w Republice Komi, w rejonie udorskim. W 2021 liczyła 216 mieszkańców.